# Discalma subscripta
Discalma subscripta là một loài bướm đêm trong họ Geometridae.